# Bazyliszek Roko
Bazyliszek Roko – eksperyment myślowy, który stwierdza, że sztuczna superinteligencja w przyszłości mogłaby stworzyć symulację rzeczywistości wirtualnej w celu torturowania każdego, kto wiedział o jej potencjalnym istnieniu (infohazard), ale nie przyczynił się bezpośrednio do jej powstania lub rozwoju. Eksperyment ten został opisany w poście z 2010 roku na forum dyskusyjnym LessWrong, technicznym forum skupiającym się na racjonalnych badaniach analitycznych. Nazwa eksperymentu myślowego wywodzi się od autora artykułu (Roko) i bazyliszka, mitycznego stworzenia zdolnego do niszczenia wrogów swoim spojrzeniem.
O ile wielu użytkowników forum LessWrong początkowo odrzuciło ten eksperyment jako zwykłe przypuszczenie lub spekulację, współzałożyciel LessWrong, Eliezer Yudkowsky, poinformował, że część użytkowników po przeczytaniu o bazyliszku Roko opisywała koszmary senne i załamania psychiczne z powodu samej wiedzy o tym eksperymencie myślowym, czyniącym ją podatną na „atak” bazyliszka. Rozpoczęła się z tego powodu dyskusja nad pomysłem zakazu opisywania bazyliszka Roko na stronie forum przez pięć lat. Jednak zostało to wkrótce uznane za przesadzone i nieistotne, a sama hipoteza została uznana za nonsens, nawet przez samego Yudkowskiego. Wciąż jednak bazyliszek Roko jest używany jako przykład takich zasad, jak prawdopodobieństwo bayesowskie i „ukryta religia”. Opisywany jest też jako współczesna wersja zakładu Pascala. W dziedzinie sztucznej inteligencji bazyliszek Roko podawany jest jako przykład przy stawianiu pytania, jak stworzyć SI, która jest zarówno inteligentna, jak i moralna.